# Besleria arbusta
Besleria arbusta är en tvåhjärtbladig växtart som beskrevs av L.E. Skog. Besleria arbusta ingår i släktet Besleria och familjen Gesneriaceae. Inga underarter finns listade i Catalogue of Life.